# Sklená Huť (hradiště)
Sklená Huť (též Bílá skála) je nejspíše pravěké hradiště nedaleko Sklené Huti u Přívětic v okrese Rokycany. Nachází se na Bílé skále, která vybíhá z jihozápadního cípu radečského hřebene, asi jeden kilometr východně od vesnice. Dochovaly se z něj pozůstatky opevnění a celá lokalita je chráněná jako kulturní památka ČR.

## Historie
Hradiště bylo objeveno v roce 1975, ale nepodařilo se z něj získat žádné nálezy, které by umožnily jeho datování. Svým charakterem a zejména geologickým podložím se podobá pravěkým hradištím Žďár a Březina.

## Stavební podoba
Staveništěm hradiště se stala ostrožna ohraničená strmými svahy a kolmými stěnami, takže opevnění vzniklo pouze na severní straně. Tvoří ho téměř přímý kamenný val dlouhý 43 metrů. Výška valu dosahuje asi jednoho metru, zatímco šířka u paty je přibližně čtyři metry. Za ním se nachází oválný areál o rozměrech 170 × 90 metrů. Přirozené skalní útvary ho dělí do dvou plošin.